# 朗德尔
朗德尔（法語：Landres，法語發音：[lɑ̃dʁ]）是法国默尔特-摩泽尔省的一个市镇，位于该省北部，属于布里埃区。

## 地理
朗德尔（49°19'17"N, 5°48'19"E）面积8.04 平方千米，位于法国大東部大區默尔特-摩泽尔省，该省份为法国东北部内陆省份，是洛林的一部分，北邻比利时、卢森堡，北起顺时针与摩泽尔省、下莱茵省、孚日省和默兹省接壤。
与朗德尔接壤的市镇（或旧市镇、城区）包括：普勒坦-伊尼、蒙邦维莱、栋普里、迈里-曼维尔、米尔维尔、诺鲁瓦勒塞克、皮耶讷。

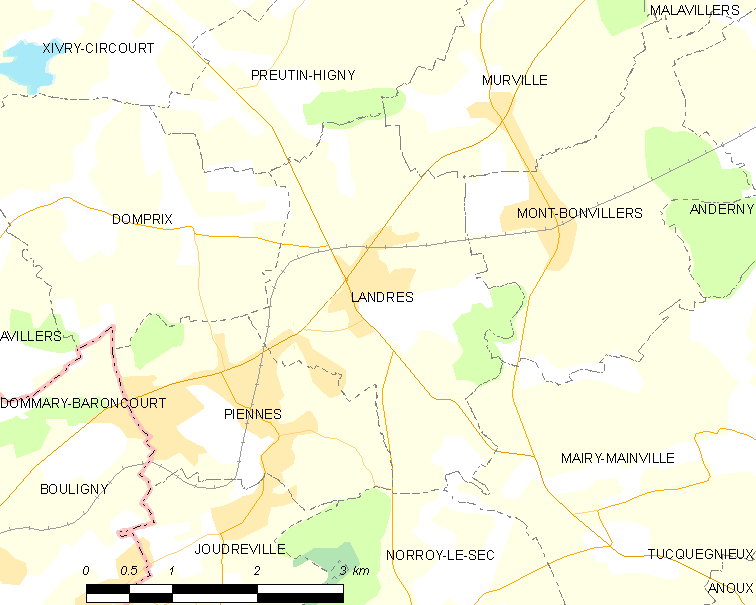
朗德尔的OSM定位图

朗德尔的时区为UTC+01:00、UTC+02:00（夏令时）。

## 行政
朗德尔的邮政编码为54970，INSEE市镇编码为54295。

## 政治
朗德尔所属的省级选区为布里埃地区县。

## 人口

1962-2008年间朗德尔人口变化图示

朗德尔于2022年1月1日时的人口数量为979人。